# قائمة أغلى صفقات انتقال لاعبات كرة القدم
فيما يلي قائمة بأغلى انتقالات كرة القدم السيدات، والتي توضح أعلى رسوم انتقال تم دفعها على الإطلاق للاعبات، بالإضافة إلى الانتقالات التي سجلت أرقامًا قياسية جديدة في الانتقالات العالمية.
كانت أول عملية انتقال في كرة القدم السيدات تم تسجيلها كرقم قياسي هي انتقال ميلين دومينغيز من فيامامونزا إلى رايو فاليكانو في عام 2002، أي قبل عقدين من الاحتراف في كرة القدم للسيدات الإسبانية. تم تسجيل الرقم القياسي الحالي للانتقالات من خلال انتقال نعومي جيرما من سان دييغو ويف إلى تشيلسي مقابل 1.1 مليون دولار. مليون في يناير 2025.

## أعلى رسوم الانتقالات في كرة القدم السيدات
تظهر كل من كيرا والش، وتارسيان، وجيل روورد، وباربرا باندا مرتين في القائمة. تتضمن القائمة لاعبين على الأقل من كل منطقة قارية باستثناء أوقيانوسيا (أوقيانوسيا). على الرغم من تمثيل اللاعبين من أوروبا (ويفا)، وأمريكا الشمالية (كونكاكاف)، وأمريكا الجنوبية (كونميبول)، وأفريقيا (كاف)، وآسيا، إلا أن معظمهم أوروبيون والأندية المشترية كلها أوروبية أو أمريكية شمالية أو آسيوية.
تتضمن هذه القائمة فقط الانتقالات التي تم الإعلان عن مبلغ الرسوم فيها. الرسوم بالآلاف.
آخر تحديث 25 مارس 2025.
| #  | اللاعبة          | من                     | إلى                     | المركز | رسوم الانتقال    | رسوم الانتقال    | رسوم الانتقال    | العام          | م.                   |
| #  | اللاعبة          | من                     | إلى                     | المركز | ألف دولار أمريكي | ألف دولار أمريكي | ألف دولار أمريكي | العام          | م.                   |
| -- | ---------------- | ---------------------- | ----------------------- | ------ | ---------------- | ---------------- | ---------------- | -------------- | -------------------- |
| 1  | نعومي جيرما      | سان دييغو ويف          | تشيلسي                  | مدافعة | £883             | €1،050           | $1،100           | 2025 يناير 26  | [ 1 ]                |
| 2  | راشيل كوندانانجي | مدريد سي إف إف         | باي إف سي               | مهاجمة | £685             | €805             | $862             | 2024 فبراير 13 | [ 3 ] [ 4 ]          |
| 3  | تارسيان          | هيوستن داش             | أولمبيك ليون            | مدافعة | £650             | €780             | $830             | 2025 فبراير 02 | [ 5 ] [ 6 ]          |
| 4  | باربرا باندا     | شنغهاي شينجلي          | أورلاندو برايد          | مهاجمة | £582             | €681             | $740             | 2024 مارس 05   | [ 7 ]                |
| 5  | كيرا والش        | برشلونة                | تشيلسي                  | وسط    | £460             | €550             | $572             | 2025 يناير 31  | [ 9 ] [ 10 ]         |
| 6  | كيرا والش        | مانشستر سيتي           | برشلونة                 | وسط    | £400             | €470             | $470             | 2022 سبتمبر 07 | [ 15 ] [ 16 ]        |
| 7  | بريسيلا          | إس سي إنترناسيونال     | نادي أمريكا             | مهاجمة | £378             | €448             | $497             | 2024 فبراير 15 | [ 17 ] [ 18 ]        |
| 8  | مايرا راميريز    | ليفانتي                | تشيلسي                  | مهاجمة | £384             | €450             | $486             | 2024 يناير 26  | [ 19 ]               |
| 8  | لينا أوبردورف    | فولفسبورغ              | بايرن ميونخ             | وسط    | £384             | €450             | $484             | 2024 فبراير 15 | [ 30 ]               |
| 10 | كيكا الناصرة     | نادي بنفيكا للسيدات    | برشلونة                 | مهاجمة | £339             | €400             | $432             | 2024 يوليو 04  | [ 31 ]               |
| 10 | إيفا بايور       | فولفسبورغ              | برشلونة                 | مهاجمة | £338             | €400             | $429             | 2024 يونيو 17  | [ 32 ] [ 33 ]        |
| 12 | تارسيان          | نادي كورينثيانز        | هيوستن داش              | مدافعة | <£346            | <€406            | <$432            | 2024 أبريل 23  | [ 34 ] [ 35 ]        |
| 13 | جيل رورد         | فولفسبورغ              | مانشستر سيتي            | وسط    | £300+            | €350+            | $382+            | 2023 يوليو 06  | [ 36 ] [ 37 ]        |
| 14 | كيرا كوني كروس   | هاماربي                | أرسنال                  | وسط    | £301             | €350             | $373             | 2023 سبتمبر 15 | [ 38 ]               |
| 15 | ليندسي هوران     | بورتلاند ثورنز         | أولمبيك ليون            | وسط    | £258             | €300             | $329             | 2023 يونيو 22  | [ 39 ] [ 40 ] [ 41 ] |
| 15 | جيز              | برشلونة                | مانشستر يونايتد         | مهاجمة | £256             | €300             | $326             | 2023 أغسطس 18  | [ 42 ]               |
| 15 | جابي نونيز       | ليفانتي                | أستون فيلا للسيدات      | مهاجمة | £250             | €300             | $333             | 2024 سبتمبر 05 | [ 28 ]               |
| 15 | قيفت مونداي      | يو دي تينيريفي         | واشنطن سبيريت           | مهاجمة | £250             | €300             | $324             | 2025 مارس 25   | [ 43 ]               |
| 19 | سكارليت كامبيروس | نادي أمريكا            | أنجيل سيتي              | مهاجمة | £250+            | €285+            | $308+            | 2023 مارس 21   | [ 45 ] [ 44 ]        |
| 20 | بيرنيل هاردا     | فولفسبورغ              | تشيلسي                  | وسط    | £250             | €280             | $334             | 2020 سبتمبر 01 | [ 48 ] [ 47 ]        |
| 20 | بيثاني إنغلاند   | تشيلسي                 | توتنهام هوتسبير للسيدات | مهاجمة | £250             | €284             | $301             | 2023 يناير 04  | [ 49 ]               |
| 20 | جيسي فليمينغ     | تشيلسي                 | بورتلاند ثورنز          | وسط    | £250             | €293             | $317             | 2024 يناير 31  | [ 50 ] [ 51 ]        |
| 23 | أوليفيا سميث     | سبورتينغ لشبونة        | ليفربول                 | وسط    | £212             | €250             | $269             | 2024 يوليو 02  | [ 52 ]               |
| 24 | ميلين دومينغيز   | فيامامونزا             | رايو فايكانو            | وسط    | £200             | €235             | $310             | 2002 سبتمبر 12 | [ 48 ] [ 53 ] [ 54 ] |
| 24 | لورا بليندكيلد   | أستون فيلا للسيدات     | مانشستر سيتي            | وسط    | £200             | €234             | $254             | 2024 يناير 31  | [ 55 ]               |
| 26 | ثيمبي كجاتلانا   | راسينغ لويفيل          | تايجرز                  | مهاجمة | £237             | €277             | $300             | 2023 ديسمبر 20 | [ 57 ] [ 56 ]        |
| 27 | لورين جيمس       | مانشستر يونايتد        | تشيلسي                  | مهاجمة | £200             | €234             | $270             | 2021 يوليو 23  | [ 48 ] [ 59 ]        |
| 28 | ميا فيشيل        | تايجرز                 | تشيلسي                  | مهاجمة | £196             | €227             | $250             | 2023 أغسطس 4   | [ 60 ]               |
| 29 | آنا ساندبرج      | نادي هكن للسيدات       | مانشستر يونايتد         | مدافعة | £185             | €215             | $228             | 2024 أغسطس 02  | [ 61 ]               |
| 30 | صوفي سفافا       | فولفسبورغ              | ريال مدريد للسيدات      | مدافعة | £173             | €200             | $228             | 2022 يناير 15  | [ 53 ]               |
| 31 | شينومي كوياما    | ديورغاردنز آي إف       | نورث كارولاينا كوريج    | وسط    | £182             | €216             | $225             | 2025 يناير 21  | [ 35 ]               |
| 32 | هانا بينيسون     | نادي روسينجورد للسيدات | إيفرتون                 | وسط    | £185             | €160             | $189             | 2021 أغسطس 24  | [ 53 ]               |
| 33 | غابرييل جورج     | إيفرتون                | مانشستر يونايتد         | مدافعة | £150             | €175             | $186             | 2023 سبتمبر 14 | [ 64 ]               |
| 34 | تيموا تشاوينجا   | كفارنسفيدنس            | ووهان                   | مهاجمة | £128+            | €150+            | $167+            | 2020 يناير 14  | [ ب ]                |
| 34 | جولي بلاكستاد    | روزنبورغ بي كيه        | مانشستر سيتي            | وسط    | £128+            | €150+            | $189+            | 2022 يناير 28  | [ 62 ] [ 69 ]        |
| 34 | ماري فولر        | مونبلييه               | مانشستر سيتي            | مهاجمة | £128+            | €150+            | $189+            | 2022 يونيو 29  | [ 62 ]               |
| 34 | تاينارا          | بوردو                  | بايرن ميونخ             | مدافعة | £128+            | €150+            | $189+            | 2022 يوليو 01  | [ 62 ]               |
| 38 | فالون توليس-جويس | أو إل رين              | مانشستر يونايتد         | حارسة  | £130             | €150             | $160             | 2023 سبتمبر 14 | [ 70 ] [ 71 ]        |
| 38 | جاكي جرونين      | مانشستر يونايتد        | باريس سان جيرمان        | وسط    | £130             | €150             | $150             | 2022 سبتمبر 15 | [ 72 ]               |
| 38 | أسيسات أوشوالا   | برشلونة                | باي إف سي               | مهاجمة | £127             | €150             | $162             | 2024 فبراير 01 | [ 73 ] [ 74 ]        |
| 38 | باربرا باندا     | إي دي إف لوجرونيو      | شنغهاي شينجلي           | مهاجمة | £128             | €150             | $167             | 2020 يناير 13  | [ 67 ]               |
| 42 | تابيثا تشاوينجا  | كفارنسفيدنس            | جيانغسو                 | مهاجمة | £129             | €147             | $180             | 2018 مارس 16   | [ 78 ]               |
| 43 | ناتالي بيورن     | إيفرتون                | تشيلسي                  | مدافعة | £125             | €145             | $159             | 2024 يناير 10  | [ 80 ]               |
| 43 | لينا هورتيغ      | يوفنتوس                | أرسنال                  | مهاجمة | £125             | €136             | $136             | 2022 أغسطس 18  | [ 82 ]               |
| 45 | صوفي رومان هاوج  | نادي روما للسيدات      | ليفربول                 | مهاجمة | £100             | €117             | $125             | 2023 سبتمبر 06 | [ 52 ]               |
| 46 | يوي هاسيكوا      | وست هام يونايتد        | مانشستر سيتي            | وسط    | £100+            | €114+            | $114+            | 2022 سبتمبر 08 | [ 83 ]               |
| 47 | إيزابيل هيرلوفسن | ليلستروم إس كيه        | جيانغسو                 | مهاجمة | £98              | €110             | $130             | 2017 فبراير 09 | [ 84 ]               |
| 48 | إيلي كاربنتر     | بورتلاند ثورنز         | أولمبيك ليون            | مدافعة | £98              | €110             | $123             | 2020 يونيو 17  | [ 48 ]               |
| 49 | جيل رورد         | أرسنال                 | فولفسبورغ               | وسط    | £87+             | €100+            | $122+            | 2021 مايو 10   | [ 86 ]               |
| 49 | باولا توماس      | ليفانتي                | أستون فيلا للسيدات      | مدافعة | £84+             | €100+            | $108+            | 2024 يوليو 10  | [ 88 ]               |

### أغلى لاعب حسب الاتحاد
| الاتحاد                     | اللاعبة          | من             | إلى            | المركز | رسوم الانتقال    | رسوم الانتقال    | رسوم الانتقال    | العام          | م.     |
| الاتحاد                     | اللاعبة          | من             | إلى            | المركز | ألف دولار أمريكي | ألف دولار أمريكي | ألف دولار أمريكي | العام          | م.     |
| --------------------------- | ---------------- | -------------- | -------------- | ------ | ---------------- | ---------------- | ---------------- | -------------- | ------ |
| ويفا                        | كيرا والش        | برشلونة        | تشيلسي         | وسط    | £460             | €550             | $572             | 2025           |        |
| كونكاكاف                    | نعومي جيرما      | سان دييغو ويف  | تشيلسي         | مدافعة | £883             | €1،050           | $1،100           | 2025           |        |
| كونميبول                    | تارسيان          | هيوستن داش     | أولمبيك ليون   | مدافعة | £650             | €780             | $830             | 2025           |        |
| الاتحاد الآسيوي لكرة القدم  | كيرا كوني كروس   | هاماربي        | أرسنال         | وسط    | £301             | €350             | $373             | 2023           |        |
| الاتحاد الإفريقي لكرة القدم | راشيل كوندانانجي | مدريد سي إف إف | باي إف سي      | مهاجمة | £685             | €805             | $862             | 2024 فبراير 13 |        |
| أوقيانوسيا                  | آلي رايلي        | بايرن ميونخ    | أورلاندو برايد | مدافعة | ?                | ?                | ?                | 2020           | [ 89 ] |

## التاريخ

### الانتقالات المُعوّضة في القرن العشرين
قبل أن تخضع فرق كرة القدم السيدات لإشراف اتحادات كرة القدم، كان يتم دفع تعويضات لبعض الانتقالات. كان أول انتقال مدفوع الأجر للاعبة كرة قدم هو انتقال مولي ووكر من فريق لانكستر للسيدات إلى فريق ديك كير للسيدات في عام 1918؛ حيث عُرضت على ووكر تكاليف مدفوعة بالإضافة إلى الدفع كدفعة مقابل الانضمام للفريق. في سبعينيات القرن العشرين، عرضت فرق مختلفة في إيطاليا، وأوليمبيكو دي فيلافيردي في إسبانيا، رسوم توقيع لبعض اللاعبين؛ في عام 1973، حصل كونشي سانشيز على 75،000 جنيه إسترليني (ما يعادل 300 يورو تقريبًا في ذلك الوقت) لمغادرة فيلافيردي والانضمام إلى جاما 3 بادوفا في إيطاليا، مع عرض ستاد دي ريمس في فرنسا رسومًا قدرها 1 جنيه إسترليني. مليون دولار لفيكتوريا هيرنانديز من فيلافيردي بعد بضعة أسابيع. في عام 1973، دفعت بادوفا مكافآت انتقال للاعبتي ألمانيا كريستيا نوسير ومونيكا باردوف، «وهو ما كان مرغوبًا فيه من قبل اللاعبين الذكور في دوري الدرجة الثالثة الإسباني، وبعض لاعبي دوري الدرجة الثانية».

### الأرقام القياسية لانتقالات كرة القدم السيدات
كانت أول رسوم انتقال لاعبة كرة قدم نسائية تُعرف بأنها رقم قياسي عالمي هي 200 ألف جنيه إسترليني (310 آلاف دولار أمريكي؛ 235 ألف يورو) التي تم دفعها مقابل ميلين دومينغيز في عام 2002. في ذلك الوقت لم يكن هناك سوى القليل من المال في كرة القدم النسائية بسبب العدد المحدود من الدوريات الاحترافية، وكانت الأخبار المالية تركز على رواتب اللاعبين؛ حظيت دومينغيز باهتمام أكبر بسبب الراتب القياسي الذي كانت ستحصل عليه، على الرغم من أنها لم تلعب في النهاية مع رايو فاليكانو، النادي الذي تعاقد معها، بسبب عدم تمكن اللاعبات غير الإسبانيات من اللعب في الدوري الإسباني للسيدات في ذلك الوقت. ومع ذلك، لم يتم التوقيع مع دومينغيز بسبب مهاراتها في اللعب، بل لكونها شخصية شعبية باعتبارها الزوجة اللطيفة لرونالدو، وتم التوقيع على رقمها القياسي لأسباب ترويجية أكثر. لقد قامت بمهام ترويجية في رايو أثناء عودتها للعب لفريقها السابق، فيامامونزا، بدون راتب.
لم يتم تجاوز هذا المبلغ حتى سبتمبر 2020، عندما تم شراء بيرنيل هاردير من قبل تشيلسي مقابل 250 ألف جنيه إسترليني (334 ألف دولار؛ 280 ألف يورو). عندما انتقلت سام كير إلى تشيلسي قبل عام تقريبًا من انتقال هاردير، كان التركيز لا يزال منصبًا على راتبها الكبير. وفي تحطيمها للرقم القياسي الذي يقارب العشرين عامًا من خلال انتقالها، قالت هاردير إنها تأمل أن يساعد ذلك في البدء في إظهار أن كرة القدم النسائية يمكن أن تكون أيضًا عملًا تجاريًا للأندية مثل كرة القدم للرجال والحصول على المزيد من المال.
أدلت هاردير بتعليقات مماثلة عندما تم تحطيم رقمها القياسي بعد عامين من قبل برشلونة الذي اشترى كيرا والش من مانشستر سيتي مقابل 400 ألف جنيه إسترليني (457 ألف دولار؛ 470 ألف يورو) في سبتمبر 2022. بدلاً من ذلك، كانت والش خجولة، قائلة إنها لم تفكر في الرقم القياسي كثيرًا، وأنها أرادت اللعب في النادي و«لقد حدث ذلك فقط أن هذا هو ما دفعوه مقابلها». كتبت صحيفة ذا أثلتيك وبي بي سي سبورت أن انتقال والش «غير النظام البيئي»، وكان له تأثير كبير على سوق كرة القدم النسائية، وأنه أظهر أن «حتى الأندية الكبرى ليست محصنة ضد خطر خسارة أفضل لاعبيها لمنافسين مستعدين الآن للإنفاق». لقد شهدت سوق الانتقالات نموًا هائلاً؛ كان الإنفاق في نوافذ الانتقالات ينمو، حيث سجلت نافذة الشتاء 2021-22 رقمًا قياسيًا في ذلك الوقت للانتقالات العالمية في موسم واحد بإجمالي حوالي 364،000 جنيه إسترليني (488،000 دولار أمريكي؛ 432،000 يورو). لقد تجاوزت رسوم والش وحدها في نافذة صيف 2022 هذا، مع دفع رسوم انتقالات عالية أخرى كتأثير الدومينو الذي يكمل إجمالي الموسم.
كان الانتقال متوقعًا بسبب الشعبية المتزايدة لكرة القدم النسائية ولاعباتها في إنجلترا وإسبانيا؛ وبعد أن أظهرت رسوم والش القوة المالية لهذا النمو، استمرت الرسوم في التسارع في مثل هذه الأسواق. في فترة الانتقالات التالية، انتقلت بيثاني إنجلاند (إلى توتنهام هوتسبير من تشيلسي) مقابل رسوم تعادل الرقم القياسي السابق لهاردير. بعد هذا وسلسلة من رسوم الانتقال الأخرى المكونة من ستة أرقام في الدوري الإنجليزي الممتاز للسيدات (WSL) في عام 2023، انتقد بعض مديري الدوري الإنجليزي الممتاز للسيدات النمو السريع في الإنفاق للأندية الكبرى؛ في سبتمبر 2023، قالت رئيسة كرة القدم النسائية في إنجلترا، البارونة سو كامبل، إنه سيتم فرض قيود مستقبلية على الإنفاق.
لا يزال تشيلسي يبرم بعض التعاقدات الكبيرة في يناير 2024، بما في ذلك شراء المهاجمة مايرا راميريز من ليفانتي مقابل ما كان من الممكن أن يزيد إلى رسوم قياسية عالمية جديدة تبلغ 426،000 جنيه إسترليني (544،000 دولار أمريكي؛ 500،000 يورو) مع المكافآت. كان النادي على وجه الخصوص يبحث عن مهاجم، وكان اللاعبون في هذا المركز مطلوبين بشدة في جميع أنحاء أوروبا في ذلك الوقت. بعد أسابيع فقط، تم التغلب على هذه الرسوم بشكل كبير من قبل مهاجم آخر انتقل من الدوري الإسباني، عندما قام فريق باي إف سي في الدوري الوطني لكرة القدم للسيدات بتفعيل الشرط الجزائي للاعبة مدريد سي إف إف راشيل كوندانانجي لدفع ما مجموعه 685000 جنيه إسترليني (862،000 دولار أمريكي؛ 805،000 يورو). جاءت رسوم انتقال كوندانانجي القياسية بعد أقل من 18 شهرًا من الرقم القياسي الذي حققه والش، وكانت زيادة بنسبة 71%، وهو ما قالت صحيفة الإندبندنت أنه يوضح مدى تصاعد انتقالات النساء بشكل كبير في تلك الفترة. اعتبرت فترة النمو المالي السريع إيجابية، كعلامة على التطور في كرة القدم النسائية، لكن التقارير استمرت في التحذير من تسعير الأندية ذات التصنيف الأدنى والأقل ثراءً، ومن الأندية التي لا تستثمر في تحسينات أخرى أثناء الإنفاق على اللاعبين.
مع نمو سوق انتقالات السيدات وزيادة شيوع الرسوم المكونة من ستة أرقام، بدأت وسائل الإعلام الرياضية في التكهن بمدى سرعة تجاوز النادي للرقم 1 حاجز المليون. كما ساهمت زيادة الإيرادات منذ عام 2022 والتغيرات في مشهد كرة القدم النسائية – حيث رغبت الأندية في تأمين لاعبات بعقود أطول وبنود إطلاق سراح بأجر أدنى – في النمو المستمر في رسوم الانتقالات. كما أدى نمو السوق إلى رفع القيم السوقية المقارنة بسرعة للعديد من اللاعبين، حيث رأى الخبراء أن شروط الإفراج التي تم تحديدها مسبقًا بستة أرقام والتي بدت غير قابلة للتحقيق كانت، بحلول عام 2024، تقلل من قيمة اللاعبين بشكل كبير، مما ساهم في شراء العديد منهم مقابل هذه الرسوم. في صيف عام 2024، قدم كل من تشيلسي وأرسنال عروضًا مكونة من سبعة أرقام في اليورو للاعبي برشلونة ( أيتانا بونماتي ووالش على التوالي)، وقد تم رفض كليهما. الـ1 تم تحقيق علامة المليون دولار في يناير 2025، عندما اشترى تشيلسي المدافعة الأمريكية نعومي جيرما من نادي سان دييغو ويف مقابل 1.1 مليون دولار. مليون (883،000 جنيه إسترليني؛ 1.05 يورو مليون). في حين تم ملاحظة تأثير القوة الشرائية للدوري الوطني لكرة القدم للسيدات، توقع الخبراء أن تكون لاعبة من الدوري الإسباني هي التي تصل إلى هذا الإنجاز أولاً. كتب توم غاري أيضًا أن رسوم جيرما «كان من الممكن بالفعل تحطيمها بسهولة مقابل جناح أو رقم 9».

### تقدم الرقم القياسي
| Year | اللاعبة                    | نادي البيع     | نادي الشراء  | (£)      |
| ---- | -------------------------- | -------------- | ------------ | -------- |
| 2001 | مايدر كاستيلو · مار برييتو | توريخون        | ليفانتي      | £1875    |
| 2002 | ميلين دومينغيز             | فيامامونزا     | رايو فايكانو | £200،000 |
| 2020 | بيرنيل هاردا               | فولفسبورغ      | تشيلسي       | £250،000 |
| 2022 | كيرا والش                  | مانشستر سيتي   | برشلونة      | £400،000 |
| 2024 | راشيل كوندانانجي           | مدريد سي إف إف | باي إف سي    | £685،000 |
| 2025 | نعومي جيرما                | سان دييغو ويف  | تشيلسي       | £883،000 |

## أموال التخصيص للدوري الوطني لكرة القدم للسيدات
يتمتع الدوري الوطني الأمريكي لكرة القدم للسيدات (NWSL) بهيكل كيان واحد يشبه دوري كرة القدم الرئيسي وقبل أغسطس 2024، كان لديه قواعد معاملات محلية تختلف عن الدوريات العالمية الأخرى. يتم التعاقد مع لاعبات الدوري الوطني لكرة القدم للسيدات مع الدوري نفسه وليس مع الأندية التي خصصتها لهم الدوري. قبل موسم 2020 من الدوري الوطني لكرة القدم للسيدات، قدم الدوري أموال التخصيص، وهو رصيد نقدي يمكن للأندية شراؤه من الدوري. يمكن استخدام أموال التخصيص لتجاوز سقف رواتب الدوري، أو تمويل عمليات النادي، أو دفع القروض المرتبطة بالرسوم والانتقالات للاعبين خارج الدوري. يمكن للأندية تداول الاعتمادات مثل غيرها من أصول الدوري غير النقدية. وبعد ذلك بدأ عدد كبير من اللاعبات في الدوري الوطني لكرة القدم للسيدات في التداول مقابل أموال التخصيص.
تختلف مبادئ صفقات الدوري الوطني لكرة القدم للسيدات - بما في ذلك صفقات أموال التخصيص - من الناحية الاقتصادية عن عمليات الانتقال المحلية في الدوريات الأخرى: لا تتطلب القروض والانتقالات المحلية في الدوري الوطني لكرة القدم للسيدات تغيير العقد، حيث يتم توظيف اللاعبين من قبل الدوري؛(ص.5) يمكن أن تتضمن صفقات أموال التخصيص أيضًا أصولًا غير نقدية ليس لها قيمة نقدية مكافئة (مثل اللاعبين الآخرين، وأماكن القائمة الدولية، والحق في بدء المفاوضات مع لاعب ليس لديه عقد بالفعل مع الدوري الوطني لكرة القدم للسيدات)؛ ولا يتم تبادل أي عملة حقيقية بين أندية الانتقالات، حيث أن أموال التخصيص هي ائتمان تديره الدوري الوطني لكرة القدم للسيدات نفسه.(ص.6–7)
كما أن الدوري الوطني لكرة القدم للسيدات يضع قيودًا على مقدار أموال التخصيص التي يمكن للفريق الحصول عليها في موسم واحد، على الرغم من أنه يسمح للفرق بالاحتفاظ بأموال التخصيص التي تم شراؤها ولكن غير المستخدمة في المواسم اللاحقة. بالإضافة إلى ذلك، قامت الفرق بتبادل اللاعبين مقابل الاعتمادات التي سيحصلون عليها في المواسم المستقبلية.
في يناير 2024، أعلنت رابطة الدوري الوطني لكرة القدم للسيدات أنها ستبدأ في التخلص التدريجي من أموال التخصيص مع خطة للتوقف عن استخدامها تمامًا في نهاية عام 2026، مشيرة إلى النمو المالي الهائل في الدوريات الأجنبية كسبب لاعتبار أموال التخصيص عفا عليها الزمن. في الوقت نفسه، نفذت رابطة الدوري الوطني لكرة القدم للسيدات أيضًا نظام رسوم المعاملات داخل الدوري، وحد أدنى لرسوم الانتقال الصافي بقيمة 500 ألف دولار أمريكي لكل من الانتقالات داخل الدوري وبين الدوريات، بالإضافة إلى رسوم إضافية بنسبة 25% على سقف الرواتب مقابل رسوم الانتقال الصافي التي تتجاوز 500 ألف دولار أمريكي. في أغسطس 2024، وبهدف جذب المزيد من اللاعبات الأجنبيات إلى الدوري الوطني لكرة القدم للسيدات بعد كأس العالم للسيدات 2023، تم إجراء تغييرات أخرى لجعل العناصر الشاملة لصفقات الدوري الوطني لكرة القدم للسيدات أكثر انسجامًا مع المعايير العالمية: بشكل أساسي تتطلب الصفقات موافقة اللاعب؛ ويجب ضمان العقود؛ وسيصبح اللاعبون وكلاء أحرارًا عند انتهاء أي عقد. تم إلغاء مشروع الدوري الوطني لكرة القدم للسيدات أيضًا.

### أكبر الصفقات النقدية المكافئة
تظهر فيكتوريا بيكيت وكريستال دان في هذه القائمة مرتين، والأخيرة في صفقتين تتضمنان تخصيص الأموال في يوم واحد كجزء من صفقة بين ثلاثة فرق. كانت أكبر معاملة تخصيص أموال هي للمهاجمة ماريا سانشيز، التي طلبت التجارة لأسباب شخصية أبلغت بها ناديها، هيوستن داش، بعد فترة وجيزة من منحها أغلى عقد في الدوري الوطني لكرة القدم للسيدات؛ التزم النادي وقام بتبادلها مع سان دييغو ويف مقابل إجمالي 500 ألف دولار في شكل أرصدة نقدية، بالإضافة إلى عامين من فتحات القائمة الدولية، في أبريل 2024.
تتضمن هذه القائمة المعاملات التي تزيد قيمتها عن 100،000 دولار أمريكي فقط. الرسوم بالآلاف.
آخر تحديث 31 يناير 2025.
| #  | اللاعبة أو الأصل | من                   | إلى                  | المركز            | المكافئات النقدية والأصول المتداولة | المكافئات النقدية والأصول المتداولة | العام          | م.                      |
| #  | اللاعبة أو الأصل | من                   | إلى                  | المركز            | المعادل النقدي (ألف دولار أمريكي)   | أصول أخرى | العام          | م.                      |
| -- | --- | -------------------- | -------------------- | ----------------- | ----------------------------------- | --- | -------------- | ----------------------- |
| 1  | ماريا سانشيز (لاعبة كرة قدم) | هيوستن داش           | سان دييغو ويف        | مهاجمة            | $500                                | - مكان في القائمة الدولية 2024 - مكان في القائمة الدولية 2025 | 2024 أبريل 19  | [ 132 ]                 |
| 2  | جايدن شو | سان دييغو ويف        | نورث كارولاينا كوريج | مهاجمة            | $450                                | - مكان في القائمة الدولية 2025 - مكان في القائمة الدولية 2026 | 2025 يناير 14  | [ 133 ]                 |
| 3  | ياسمين ريان | غوثام إف سي          | هيوستن داش           | مهاجمة            | $400                                | مكان في القائمة الدولية 2025 | 2024 ديسمبر 27 | [ 133 ]                 |
| 4  | الاختيار الثاني في درافت الدوري الوطني لكرة القدم للسيدات 2023                                                                                | أورلاندو برايد       | غوثام إف سي          | غ/م               | $350                                | اختيار الجولة الرابعة في درافت الدوري الوطني لكرة القدم للسيدات 2024 | 2023 يناير 05  | [ 134 ]                 |
| 4  | بينيلوبي هوكينج | شيكاغو رد ستارز      | باي إف سي            | مهاجمة            | $350                                | 10% من الرسوم من بيع هوكينج في المستقبل | 2024 أغسطس 31  | [ 135 ]                 |
| 6  | أليكس مورغان | أورلاندو برايد       | سان دييغو ويف        | مهاجمة            | $275                                | حقوق الدوري الوطني لكرة القدم للسيدات لأنغاراد جيمس | 2021 ديسمبر 16 | [ 136 ]                 |
| 6  | راكيل رودريغيز | بورتلاند ثورنز       | أنجيل سيتي           | وسط               | $275                                | بالإضافة إلى «الأموال المشروطة الإضافية التي سيتم دفعها مقابل عتبة رسوم الانتقال» | 2024 يناير 23  | [ 137 ]                 |
| 8  | كريستال دان | أو إل رين            | بورتلاند ثورنز       | وسط               | $250                                | - مكان في قائمة المنتخب الدولي 2021 - اختيار الجولة الأولى في درافت الدوري الوطني لكرة القدم للسيدات 2022 | 2020 أكتوبر 22 | [ 139 ] [ 138 ]         |
| 8  | الاختيار الأول في درافت الدوري الوطني لكرة القدم للسيدات 2023                                                                                 | غوثام إف سي          | أنجيل سيتي           | غ/م               | $250                                | حقوق الدوري الوطني لكرة القدم للسيدات لياسمين ريان | 2023 يناير 05  | [ 134 ]                 |
| 8  | أشلي سانشيز | واشنطن سبيريت        | نورث كارولاينا كوريج | وسط               | $250                                | اختيار الجولة الأولى (الخامس إجمالاً) في درافت الدوري الوطني لكرة القدم للسيدات 2024 | 2024 يناير 12  | [ 140 ]                 |
| 11 | - الاختيار الخامس عشر في درافت دوري كرة القدم للسيدات الوطني 2024 - حصانة من نادي باي إف سي في درافت توسيع دوري كرة القدم للسيدات الوطني 2024 | باي إف سي            | راسينغ لويفيل        | غ/م               | $235                                | اختيار الجولة الثالثة (34 إجماليًا) في درافت الدوري الوطني لكرة القدم للسيدات 2024 | 2023 نوفمبر 17 | [ 141 ] [ 142 ]         |
| 12 | روز لافيل | واشنطن سبيريت        | أو إل رين            | وسط               | $200                                | اختيار الجولة الأولى في درافت الدوري الوطني لكرة القدم للسيدات 2022 | 2020 أغسطس 16  | [ 143 ]                 |
| 12 | كريستين ميويس | سان دييغو ويف        | غوثام إف سي          | وسط               | $200                                | لا يوجد | 2021 ديسمبر 16 | [ 124 ] [ 144 ]         |
| 12 | لين وليامز | نورث كارولاينا كوريج | كانساس سيتي كارنت    | مهاجمة            | $200                                | - حقوق الدوري الوطني لكرة القدم للسيدات لكيتلين رولاند - اختيار الجولة الأولى في درافت الدوري الوطني لكرة القدم للسيدات 2023 | 2022 يناير 10  | [ 124 ] [ 145 ]         |
| 12 | فيكتوريا بيكيت | كانساس سيتي كارنت    | غوثام إف سي          | وسط               | $200                                | ثاني أعلى اختيار في الجولة الأولى في فريق جوثام في درافت الدوري الوطني لكرة القدم للسيدات 2023 | 2022 أغسطس 22  | [ 146 ] [ 147 ]         |
| 12 | ياسمين ريان | بورتلاند ثورنز       | أنجيل سيتي           | مهاجمة            | $200                                | - اختيار من الجولة الأولى في درافت دوري كرة القدم للسيدات الوطني 2023 - اختيار الجولة الثانية في درافت الدوري الوطني لكرة القدم للسيدات 2024 | 2023 يناير 05  | [ 134 ] [ 148 ]         |
| 12 | فيكتوريا بيكيت | غوثام إف سي          | نورث كارولاينا كوريج | وسط               | $200                                | لا يوجد | 2023 أبريل 27  | [ 149 ] [ 150 ]         |
| 18 | آبي دالكيمبر | نورث كارولاينا كوريج | سان دييغو ويف        | مدافعة            | $190                                | اختيار الجولة الأولى في درافت الدوري الوطني لكرة القدم للسيدات 2023 | 2021 نوفمبر 22 | [ 151 ]                 |
| 18 | إيبوني سالمون | راسينغ لويفيل        | هيوستن داش           | مهاجمة            | $190                                | لا يوجد | 2022 يونيو 27  | [ 128 ]                 |
| 20 | الاختيار الرابع في درافت الدوري الوطني لكرة القدم للسيدات 2021                                                                                | غوثام إف سي          | كانساس سيتي كارنت    | غ/م               | $175                                | لا يوجد | 2021 يناير 13  | [ 152 ]                 |
| 20 | - سيسي كايزر - أديسين ميريك | راسينغ لويفيل        | كانساس سيتي كارنت    | - مهاجمة - مدافعة | $175                                | - مكان في القائمة الدولية 2022 - مكان في القائمة الدولية 2023 | 2022 يونيو 09  | [ 146 ] [ 153 ]         |
| 20 | أليكس لويرا | كانساس سيتي كارنت    | باي إف سي            | مدافعة            | $175                                | الحصانة من نادي باي إف سي في درافت توسيع الدوري الوطني لكرة القدم للسيدات 2024 | 2023 نوفمبر 15 | [ 154 ]                 |
| 20 | الاختيار العاشر في درافت الدوري الوطني لكرة القدم للسيدات 2024                                                                                | نورث كارولاينا كوريج | شيكاغو رد ستارز      | غ/م               | $175                                | لا يوجد | 2024 يناير 12  | [ 155 ]                 |
| 24 | بيكي ساوربورن | يوتا رويالز          | بورتلاند ثورنز       | مدافعة            | $150                                | حقوق الدوري الوطني لكرة القدم للسيدات لإليزابيث بول | 2020 مارس 03   | [ 156 ] [ 157 ]         |
| 24 | أدريانا فرانش | بورتلاند ثورنز       | كانساس سيتي كارنت    | حارسة             | $150                                | حقوق الدوري الوطني لكرة القدم للسيدات لآبي سميث | 2021 أغسطس 17  | [ 158 ]                 |
| 24 | كابريس ديداسكو | غوثام إف سي          | هيوستن داش           | مدافعة            | $150                                | لا يوجد | 2022 أغسطس 19  | [ 146 ] [ 159 ]         |
| 24 | - إليز بينيت - الاختيار رقم 23 في درافت الدوري الوطني لكرة القدم للسيدات 2023                                                                 | كانساس سيتي كارنت    | أو إل رين            | مهاجمة            | $150                                | الاختيار رقم 23 في درافت الدوري الوطني لكرة القدم للسيدات 2023 | 2023 يناير 11  | [ 149 ] [ 160 ]         |
| 24 | الاختيار الرابع في درافت الدوري الوطني لكرة القدم للسيدات 2023                                                                                | راسينغ لويفيل        | غوثام إف سي          | غ/م               | $150                                | - حقوق الدوري الوطني لكرة القدم للسيدات لبيج موناغان - مكان في القائمة الدولية 2023 | 2023 يناير 12  | [ 149 ]                 |
| 24 | ماندي هوجت | غوثام إف سي          | يوتا رويالز          | حارسة             | $150                                | الحصانة من ولاية يوتا في درافت توسيع الدوري الوطني لكرة القدم للسيدات 2024 | 2023 ديسمبر 12 | [ 161 ]                 |
| 24 | تايلور فلينت | سان دييغو ويف        | راسينغ لويفيل        | وسط               | $150                                | لا يوجد | 2024 يناير 22  | [ 162 ]                 |
| 31 | كريستال دان | نورث كارولاينا كوريج | أو إل رين            | وسط               | $140                                | حقوق الدوري الوطني لكرة القدم للسيدات لكيسي مورفي | 2020 أكتوبر 22 | [ 139 ] [ 138 ]         |
| 31 | إميلي سونيت | أورلاندو برايد       | واشنطن سبيريت        | مدافعة            | $140                                | - حقوق الدوري الوطني لكرة القدم للسيدات لميغي دوغرتي هوارد - الاختيار التاسع في درافت كلية الدوري الوطني لكرة القدم للسيدات 2020 - اختيار مستقبلي مشروط في الجولة الأولى إما في درافت الدوري الوطني لكرة القدم للسيدات 2022 أو درافت الدوري الوطني لكرة القدم للسيدات 2023 | 2020 ديسمبر 24 | [ 139 ] [ 163 ]         |
| 33 | كايلين شيريدان | غوثام إف سي          | سان دييغو ويف        | حارسة             | $130                                | الحصانة من سان دييغو في درافت توسيع الدوري الوطني لكرة القدم للسيدات 2021 | 2021 ديسمبر 04 | [ 124 ] [ 164 ]         |
| 33 | التيسير كجزء من تجارة متبادلة المنفعة بين ثلاثة فرق تشمل غوثام                                                                                | باي إف سي            | راسينغ لويفيل        | غ/م               | $130                                | لا يوجد | 2023 ديسمبر 12 | [ 168 ]                 |
| 35 | الاختيار السادس في درافت الدوري الوطني لكرة القدم للسيدات 2022                                                                                | هيوستن داش           | أنجيل سيتي           | غ/م               | $125                                | الاختيار رقم 26 في درافت الدوري الوطني لكرة القدم للسيدات 2022 | 2021 ديسمبر 17 | [ 169 ]                 |
| 35 | - تايلور فلينت - إميلي فان إجموند | أورلاندو برايد       | سان دييغو ويف        | - وسط - وسط       | $125                                | - اختيار الجولة الثانية في درافت الدوري الوطني لكرة القدم للسيدات 2024 - «القدرة على كسب أموال تخصيص إضافية، في حال استيفاء الشروط» | 2022 يناير 13  | [ 170 ]                 |
| 35 | آلي وات | أو إل رين            | أورلاندو برايد       | مهاجمة            | $125                                | لا يوجد | 2022 أغسطس 15  | [ 146 ]                 |
| 35 | أرين رايت | شيكاغو رد ستارز      | راسينغ لويفيل        | مدافعة            | $125                                | اختيار الجولة الثانية (الخامس عشر إجمالاً) في درافت الدوري الوطني لكرة القدم للسيدات 2024 | 2024 يناير 12  | [ 171 ]                 |
| 35 | اختيار الجولة الثانية (المركز السابع عشر إجمالاً) في درافت الدوري الوطني لكرة القدم للسيدات 2024                                               | شيكاغو رد ستارز      | أو إل رين            | غ/م               | $125                                | لا يوجد | 2024 يناير 12  | [ 172 ]                 |
| 40 | اختيار الجولة الثانية (المركز 21 إجمالاً) في درافت الدوري الوطني لكرة القدم للسيدات 2024                                                       | يوتا رويالز          | هيوستن داش           | غ/م               | $120                                | لا يوجد | 2024 يناير 12  | [ 173 ]                 |
| 41 | ألانا كوك | أو إل رين            | كانساس سيتي كارنت    | مدافعة            | $115                                | 25 ألف دولار إضافية "في أموال الانتقال داخل الدوري إذا استوفى [كوك] متطلبات معينة تعتمد على الحوافز". | 2024 يوليو 22  | [ 174 ]                 |
| 42 | الاختيار الثامن في درافت الدوري الوطني لكرة القدم للسيدات 2021                                                                                | غوثام إف سي          | واشنطن سبيريت        | غ/م               | $100                                | اختيار الجولة الثانية في درافت الدوري الوطني لكرة القدم للسيدات 2022 | 2021 يناير 13  | [ 175 ]                 |
| 42 | - سيمون تشارلي - تايلر لوسي | بورتلاند ثورنز       | أنجيل سيتي           | - مهاجمة - مهاجمة | $100                                | - اختيار الجولة الثانية في درافت دوري كرة القدم للسيدات الوطني 2022 - حصانة من أنجيل سيتي في درافت توسيع دوري كرة القدم للسيدات الوطني 2021 | 2021 ديسمبر 08 | [ 124 ] [ 176 ]         |
| 42 | اختيار الجولة الثانية (المركز الثالث عشر إجمالاً) في درافت الدوري الوطني لكرة القدم للسيدات 2023                                               | غوثام إف سي          | سان دييغو ويف        | غ/م               | $100                                | لا يوجد | 2023 يناير 12  | [ 177 ]                 |
| 42 | - ديانا أوردونيز - الاختيار رقم 30 في درافت الدوري الوطني لكرة القدم للسيدات 2023                                                             | نورث كارولاينا كوريج | هيوستن داش           | مهاجمة            | $100                                | - الاختيار الثامن في درافت الدوري الوطني لكرة القدم للسيدات 2023 - اختيار الجولة الأولى في درافت الدوري الوطني لكرة القدم للسيدات 2024 - مكان في القائمة الدولية 2023 | 2023 يوليو 24  | [ 149 ] [ 126 ] [ 178 ] |
| 42 | حق الدوري الوطني لكرة القدم للسيدات في التفاوض مع لورين                                                                                       | نورث كارولاينا كوريج | كانساس سيتي كارنت    | غ/م               | $100                                | مكان في القائمة الدولية 2024 | 2023 يوليو 24  | [ 126 ] [ 178 ]         |
| 42 | الحصانة من ولاية يوتا في درافت توسيع الدوري الوطني لكرة القدم للسيدات 2024                                                                    | يوتا رويالز          | أنجيل سيتي           | غ/م               | $100                                | مكان في القائمة الدولية 2024 | 2023 ديسمبر 12 | [ 179 ]                 |
| 42 | كاسي ميلر | كانساس سيتي كارنت    | غوثام إف سي          | حارسة             | $100                                | لا يوجد | 2024 يناير 23  | [ 180 ]                 |
| 42 | بيج نيلسن | أنجيل سيتي           | هيوستن داش           | مدافعة            | $100                                | لا يوجد | 2024 أبريل 19  | [ 132 ]                 |
| 42 | - مكان في القائمة الدولية 2024 - مكان في القائمة الدولية 2025                                                                                 | غوثام إف سي          | يوتا رويالز          | غ/م               | $100                                | لا يوجد | 2024 أغسطس 14  | [ 181 ]                 |
| 42 | راكيل رودريغيز | أنجيل سيتي           | كانساس سيتي كارنت    | وسط               | $100                                | لا يوجد | 2024 ديسمبر 20 | [ 182 ]                 |

## قائمة التعويضات في إسبانيا
لموسم 2020، اعتمدت إسبانيا «قائمة التعويضات»، وهي جزء من اتفاقية أوسع بين أندية كرة القدم السيدات كخطوة نحو الاحتراف؛ تهدف إلى تعويض نفقات تدريب اللاعبين الشباب عند انضمامهم إلى أندية الكبار، وقد نصت القائمة على أن اللاعبين دون سن 23 عامًا لا يمكنهم الانتقال بين الأندية الإسبانية إلا مقابل رسوم، حتى بعد انتهاء عقودهم. يحدد النادي الذي سيغادره اللاعبون سعرًا مطلوبًا، وإذا لم يكن أي نادٍ آخر على استعداد للدفع (ولم ينتقل اللاعب إلى نادٍ خارج إسبانيا)، فعلى النادي الأصلي تجديد عقد اللاعب مع زيادة في الراتب تعادل نسبة مئوية من السعر المطلوب. وُجهت انتقادات لقائمة التعويضات، حيث لم ترغب سوى أندية قليلة في الدفع، واعتُبرت تشجيعًا للمواهب الشابة على مغادرة البلاد.
قبل قبول قائمة التعويضات، رفع اتحاد اللاعبين الإسبان دعوى قضائية تسعى إلى منعها، بحجة أنها يجب أن تكون غير صالحة بسبب عدم التفاوض عليها في إطار اتفاقيات العمل وبسبب استخدامها كرسوم احتفاظ مقنعة. ورغم أن المحكمة وافقت على قائمة التعويضات، إلا أنها أكدت أن الأندية التي لم تشارك في مفاوضاتها (برشلونة، وريال مدريد، وأتلتيك بلباو) لا يمكنها استخدام قائمة التعويضات، وأن حالات «عدم التناسب» يجب أن يكون لها استئناف فردي (بناءً على الدعاوى القضائية الأوروبية التي تشمل الأندية الفرنسية). كانت أعلى الرسوم المحددة في قائمة التعويضات هي لإيفا نافارو وأونا باتل من ليفانتي، كل منهما مقابل 500 ألف يورو، ومايتي أوروز وداماريس إيجورولا من أتليتيك كلوب، كل منهما مقابل 250 ألف يورو - في وقت تحديد الرسوم (قبل فترة الانتقالات الصيفية 2020)، كان جميعهم قد حطموا الرقم القياسي العالمي. كان أوروز وإيجورولا قد أعلنا بالفعل عن خططهما لمغادرة نادي أتليتيك بيلباو، وبالتالي تم اعتبار الرسوم المرتفعة بمثابة عقوبة؛ وكان أوروز قد وقع بالفعل مع ريال مدريد قبل قضية المحكمة، وكان عدم رغبة ريال مدريد في دفع الرسوم أحد الأسباب التي أدت إلى رفعها. وبما أن أياً من الناديين لم يشارك في المفاوضات، فقد تم اعتبار الرسوم غير صالحة.
بحلول نهاية عام 2020، وبعد أن غادرت باتل البلاد وظلت نافارو بدون نادٍ حتى عودتها إلى ليفانتي ضد رغبتها، وافقت الأندية الإسبانية على الحد من الرسوم المحددة في قائمة التعويضات من أجل منع الإساءة. وانتهت الاتفاقية التي أنشأت القائمة بنهاية الموسم.

## معرض الصور

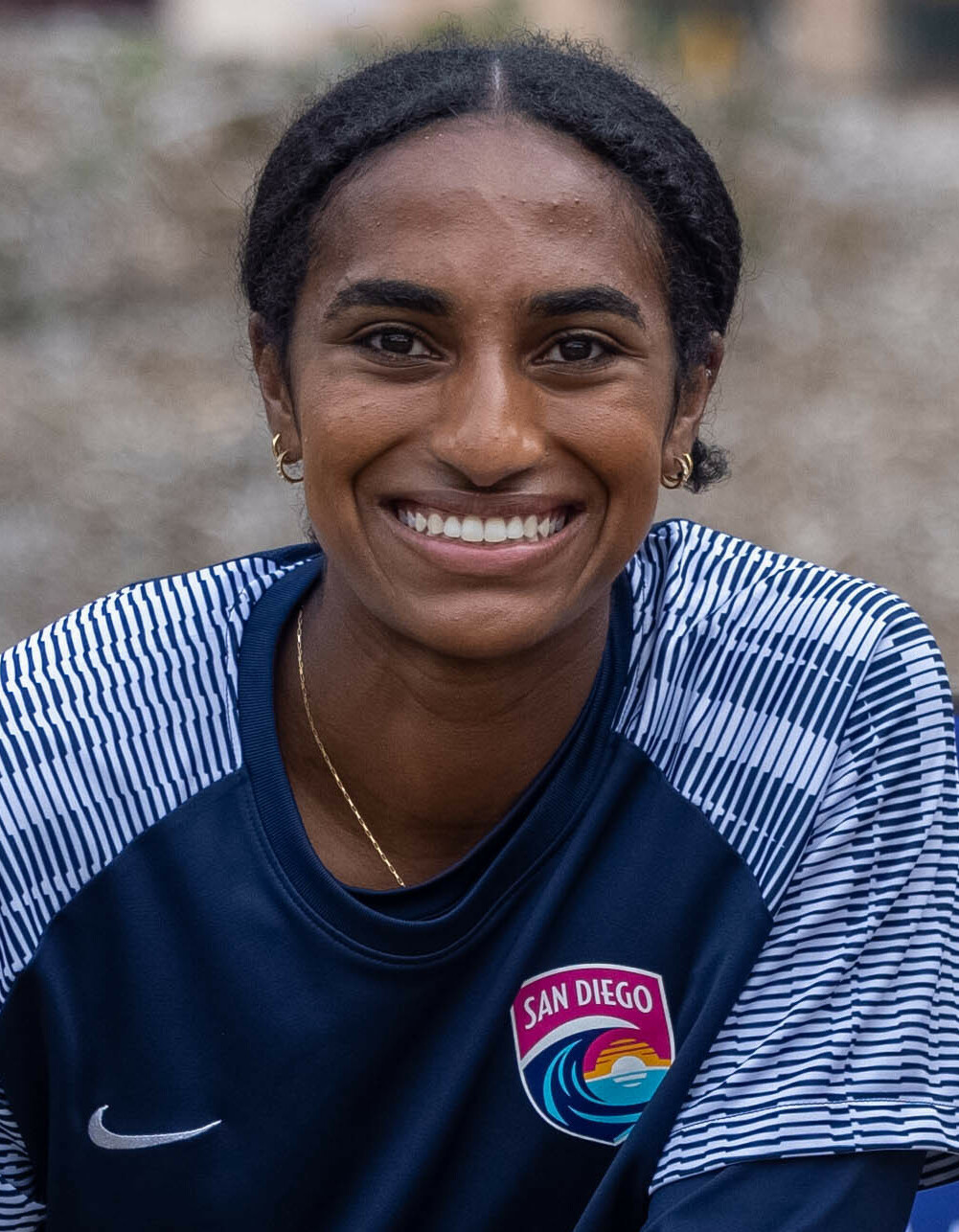
نعومي جيرما[الإنجليزية]، أغلى لاعبة كرة قدم السيدات وأغلى مدافعة نسائية
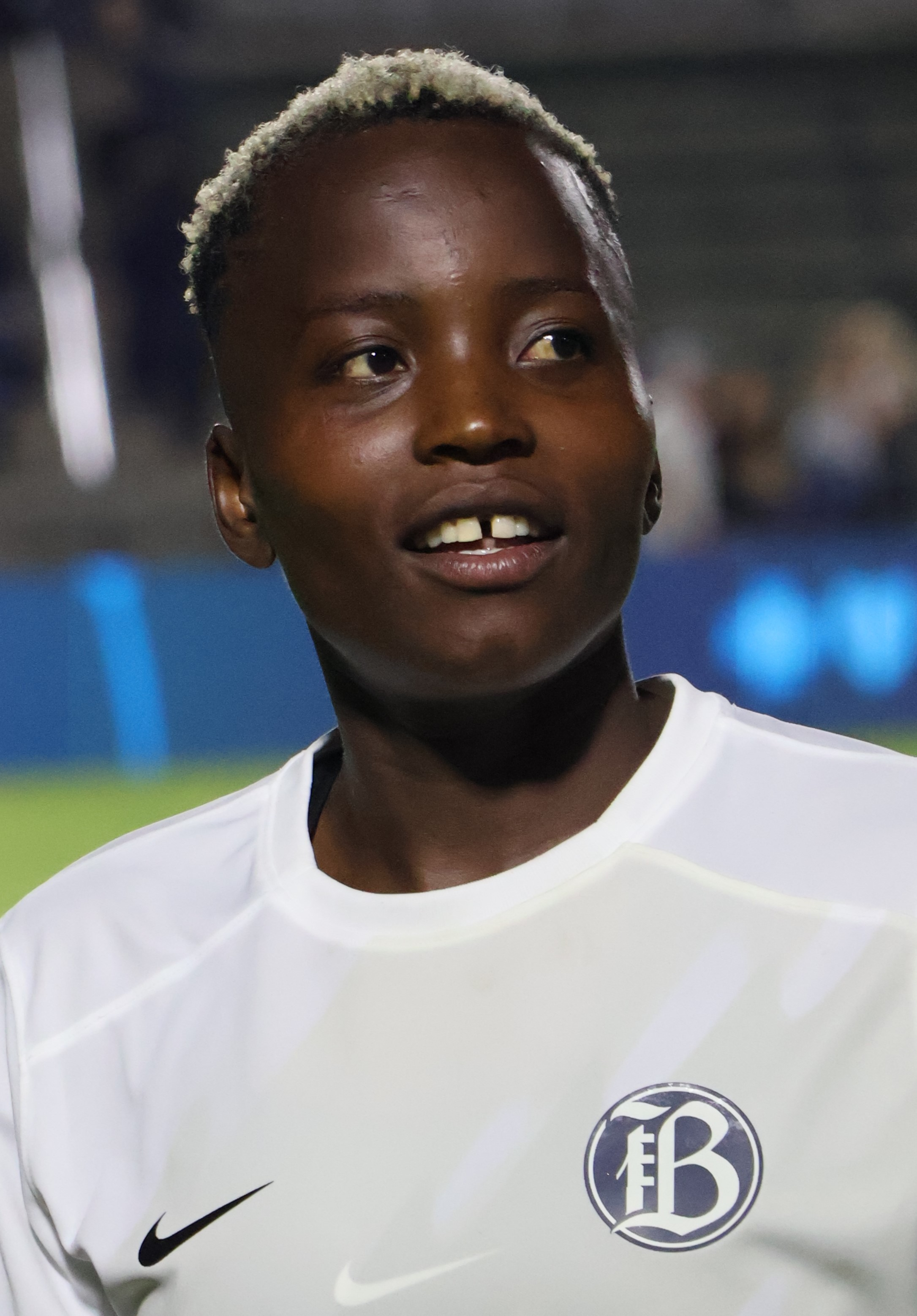
راشيل كوندانانجي[الإنجليزية]، أغلى مهاجمة في تاريخ كرة القدم السيدات
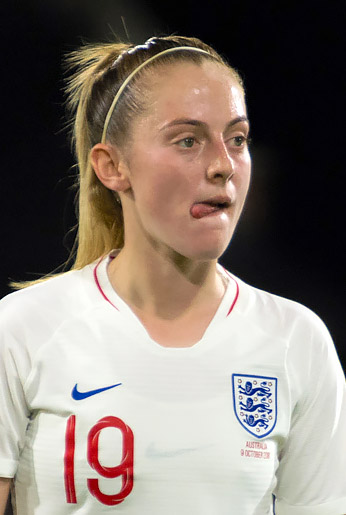
كيرا والش، أغلى لاعبة خط وسط في تاريخ كرة القدم السيدات
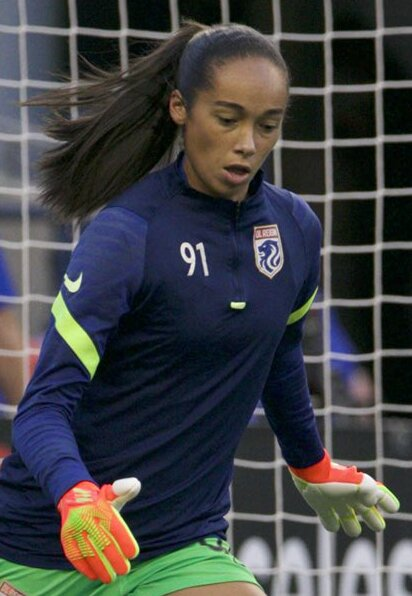
فالون توليس-جويس[الإنجليزية]، حارسة المرمى الأغلى في تاريخ كرة القدم السيدات
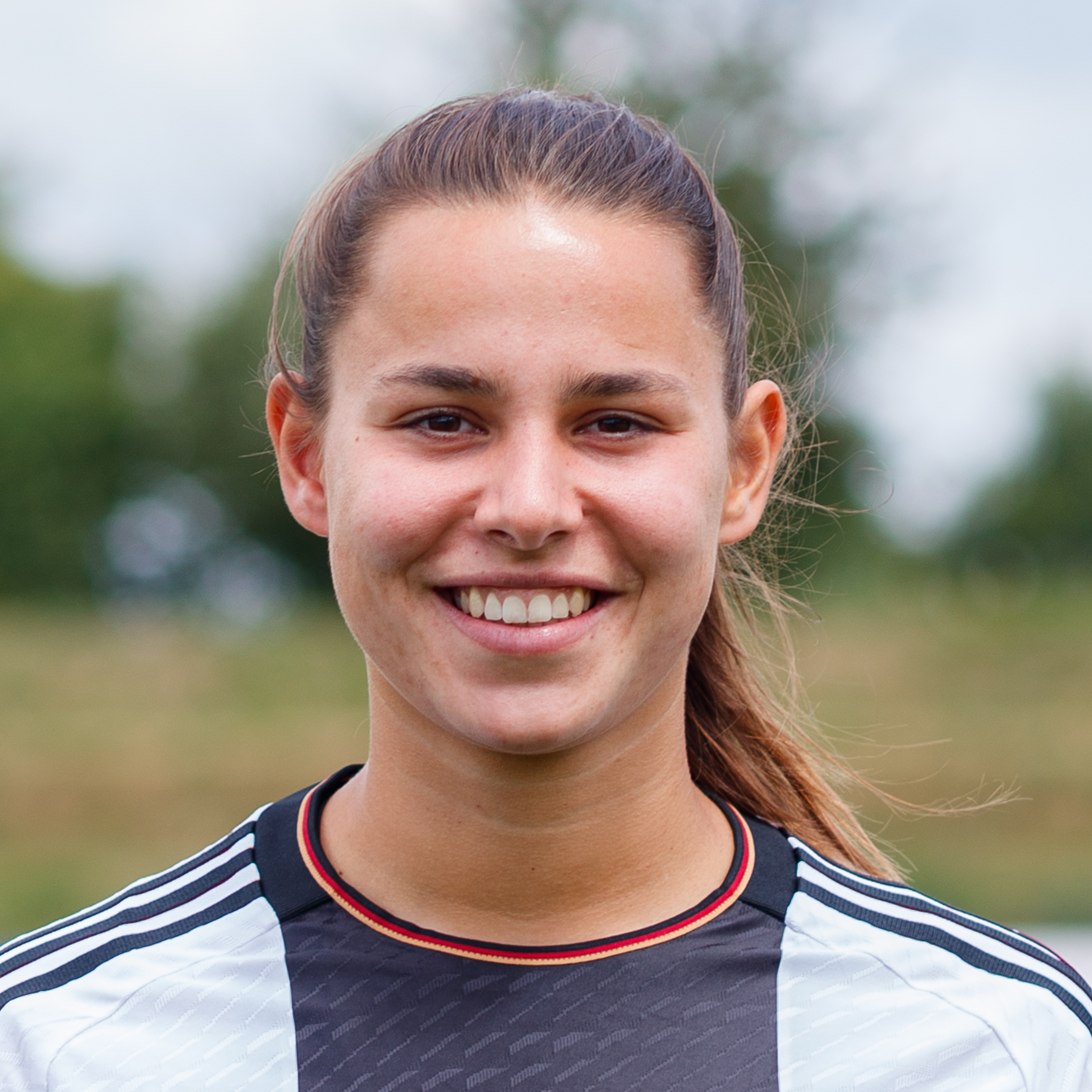
لينا أوبردورف، أغلى لاعبة كرة قدم نسائية في صفقة انتقال محلية
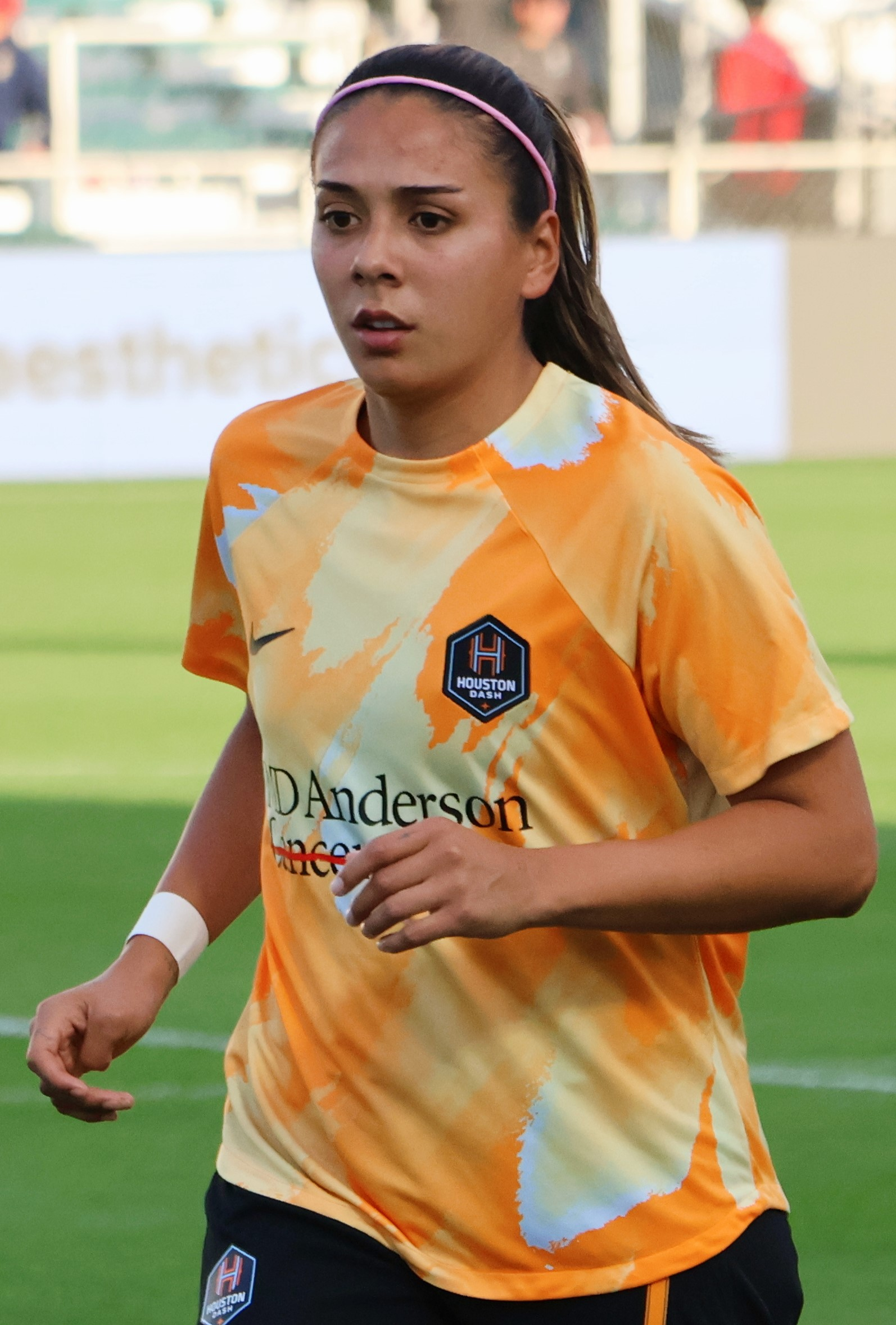
ماريا سانشيز، لاعبة كرة القدم السيدات الأغلى في صفقة محلية بالدوري الوطني لكرة القدم للسيدات (قيمة الأموال المخصصة فقط)

## الملاحظات
1. ↑  في انتقالات اللاعبات بين الدوري الوطني لكرة القدم النسائية والدوريات الأخرى، يُجري الدوري، بصفته كيانًا واحدًا، المعاملات ويدفع أو يستلم أي رسوم، بدلًا من أن تُجري الأندية الأعضاء الصفقة مباشرةً. تُموّل أندية الدوري هذه المعاملات بشراء أرصدة مالية مخصصة من الدوري، والتي يمكن تداولها بين أندية الدوري أو الحصول عليها منه بوسائل غير مالية. تخضع هذه الانتقالات إلى الدوري للوائح انتقالات الاتحاد الدولي لكرة القدم (فيفا). بمجرد انضمام اللاعبات الدوليات إلى الدوري، قد تخضع لقواعد مختلفة للانتقالات المحلية ضمن الدوري.[2](ص.55–56)
2. ↑  في انتقالات اللاعبات بين الدوري الوطني لكرة القدم النسائية والدوريات الأخرى، يُجري الدوري، بصفته كيانًا واحدًا، المعاملات ويدفع أو يستلم أي رسوم، بدلًا من أن تُجري الأندية الأعضاء الصفقة مباشرةً. تُموّل أندية الدوري هذه المعاملات بشراء أرصدة مالية مخصصة من الدوري، والتي يمكن تداولها بين أندية الدوري أو الحصول عليها منه بوسائل غير مالية. تخضع هذه الانتقالات إلى الدوري للوائح انتقالات الاتحاد الدولي لكرة القدم (فيفا). بمجرد انضمام اللاعبات الدوليات إلى الدوري، قد تخضع لقواعد مختلفة للانتقالات المحلية ضمن الدوري.[2](ص.55–56)

  1. 1 2 3  بند الإفراج بقيمة 700 ألف يورو، ورسوم تدريب بقيمة 35 ألف يورو (5%)، ومتغيرات إضافية بقيمة 75 ألف دولار (70 ألف يورو).
  2. ↑  تم الإعلان عن هذا باعتباره رقمًا قياسيًا لنادي هيوستن داش و"من بين أعلى المبيعات في تاريخ الدوري الوطني لكرة القدم للسيدات"، وقد تم الإعلان عنه سابقًا على أنه يعادل 830 ألف دولار وهو رقم قياسي عالمي تقريبًا مع مكافآت محتملة (تصل إلى 960 ألف يورو).
3. ↑  في انتقالات اللاعبات بين الدوري الوطني لكرة القدم النسائية والدوريات الأخرى، يُجري الدوري، بصفته كيانًا واحدًا، المعاملات ويدفع أو يستلم أي رسوم، بدلًا من أن تُجري الأندية الأعضاء الصفقة مباشرةً. تُموّل أندية الدوري هذه المعاملات بشراء أرصدة مالية مخصصة من الدوري، والتي يمكن تداولها بين أندية الدوري أو الحصول عليها منه بوسائل غير مالية. تخضع هذه الانتقالات إلى الدوري للوائح انتقالات الاتحاد الدولي لكرة القدم (فيفا). بمجرد انضمام اللاعبات الدوليات إلى الدوري، قد تخضع لقواعد مختلفة للانتقالات المحلية ضمن الدوري.[2](ص.55–56)

  1. 1 2  باستثناء المكافآت. ووفقًا لموقع بي بي سي سبورت، صرّح برشلونة بأن قيمة الصفقة، شاملةً المكافآت، تصل إلى 800 ألف جنيه إسترليني (956 ألف يورو).[8]
  2. 1 2 3  بما في ذلك مكافآت تصل إلى 70,000 يورو / 61,000 جنيه إسترليني. الرسوم الأولية البالغة 400,000 يورو / 348,000 جنيه إسترليني ستكون رقمًا قياسيًا في حد ذاته.[11] أبلغت فوربس عن رسوم قدرها 500،000 يورو،[12] كما وصف والش بأنها "أول لاعبة تحصل على 500 ألف دولار في كرة القدم النسائية".[13] الرقم الذي يقارب 400 ألف جنيه إسترليني هو الأكثر شيوعًا ويتم الإبلاغ عنه وقبوله باستمرار.[14][11]
  3. 1 2  كان من المتوقع أن يحصل ليفانتي على مبلغ ثابت قدره 450 ألف يورو و50 ألف يورو متغيرات: وكان أحد البنود هو أن تظهر راميريز في 30% من المباريات خلال عقدها الممتد لأربع سنوات ونصف.[19] وقد تم وصف الإجمالي المحتمل في تقارير وكالة برس أسوشييتد بـ 384 ألف جنيه إسترليني و42 ألف جنيه إسترليني في الإضافات (426 ألف جنيه إسترليني).[20] اعتُبر المبلغ كافياً لتلبية الشرط الجزائي لراميريز؛ حيث أفادت وسائل الإعلام الإسبانية قبل التوقيع أنه من المتوقع أن يكون أقل قليلاً من الرقم القياسي العالمي السابق أو مساوٍ له.[21] مع تركيز وسائل الإعلام الإنجليزية على كيفية تجاوزها للرقم القياسي السابق الذي اشتراه تشيلسي (رقم قياسي عالمي سابق)[22][23] وسيكون رقمًا قياسيًا بريطانيًا.[24] وأعلن نادي ليفانتي عن تفاصيل الصفقة في نفس وقت إتمام الصفقة.[19]
في بعض المصادر التي وصفت ذلك بالرقم القياسي العالمي، كانت الرسوم الأساسية لراميريز أقل من الرقم القياسي السابق، ولم يتم الوصول إلى إجمالي الرسوم المحتملة قبل تحطيم الرقم القياسي مرة أخرى.[25][26][27] وبحلول نهاية الموسم الذي تلا انتقالها، كان أجرها لا يزال يعتبر عند مبلغه الأساسي؛[28] في تقرير الاتحاد الدولي لكرة القدم (فيفا) لأغلى انتقالات عام 2024، والذي صدر بعد عام من انتقالها، تم تصنيف راميريز في مركز يتوافق فقط مع الرسوم الأساسية.[29]
  4. 1 2  كانت الرسوم هي شرط إطلاق سراح اللاعب؛ تم تفعيلها في فبراير 2024 حتى يتمكن أوبردورف من الانتقال في نهاية الموسم (يونيو 2024).
  5. ↑  أُدرجت نازاريث (خامسًا) في قائمة الفيفا لأغلى الانتقالات الدولية لعام 2024، بناءً على قيمة الدولار الأمريكي، مما يجعل انتقالها أغلى من انتقال إيفا بايور. ولأن انتقال لينا أوبردورف كان محليًا، فلن يُدرج في قائمة الفيفا.[29]
4. ↑  في انتقالات اللاعبات بين الدوري الوطني لكرة القدم النسائية والدوريات الأخرى، يُجري الدوري، بصفته كيانًا واحدًا، المعاملات ويدفع أو يستلم أي رسوم، بدلًا من أن تُجري الأندية الأعضاء الصفقة مباشرةً. تُموّل أندية الدوري هذه المعاملات بشراء أرصدة مالية مخصصة من الدوري، والتي يمكن تداولها بين أندية الدوري أو الحصول عليها منه بوسائل غير مالية. تخضع هذه الانتقالات إلى الدوري للوائح انتقالات الاتحاد الدولي لكرة القدم (فيفا). بمجرد انضمام اللاعبات الدوليات إلى الدوري، قد تخضع لقواعد مختلفة للانتقالات المحلية ضمن الدوري.[2](ص.55–56)

  1. ↑  رغم أن صفقة انتقال تارسياني صُنفت كأغلى صفقة انتقال في تاريخ نادٍ برازيلي، إلا أنها لم تُدرج ضمن قائمة الفيفا لأغلى خمس صفقات انتقال لعام 2024، بينما كانت صفقة انتقال بريسيلا (التي باعت فريقًا برازيليًا قبل انتقال تارسياني في عام 2024) مدرجة ضمن هذه القائمة. ويُعتبر انتقال تارسياني أقل بالضرورة من قيمة انتقال كيكا نازاريث بالدولار الأمريكي، والذي احتل المركز الخامس في قائمة الفيفا.[29]
  2. ↑  وقيل إنها رسوم توقيع لنادي مانشستر سيتي، ووصفتها سكاي سبورتس بأنها رسوم قياسية بريطانية، وأعلنت بأنها "تتجاوز 300 ألف جنيه إسترليني".
  3. 1 2  رسوم قدرها 250 ألف يورو ومتغيرات قدرها 100 ألف يورو.
  4. 1 2  250,000 يورو مع ما يصل إلى 50,000 يورو في المكافآت
  5. 1 2  حوالي 300 ألف يورو من الرسوم والمتغيرات.
  6. 1 2  كانت الرسوم هي شرط الإفراج عن اللاعبة.
5. ↑  في انتقالات اللاعبات بين الدوري الوطني لكرة القدم النسائية والدوريات الأخرى، يُجري الدوري، بصفته كيانًا واحدًا، المعاملات ويدفع أو يستلم أي رسوم، بدلًا من أن تُجري الأندية الأعضاء الصفقة مباشرةً. تُموّل أندية الدوري هذه المعاملات بشراء أرصدة مالية مخصصة من الدوري، والتي يمكن تداولها بين أندية الدوري أو الحصول عليها منه بوسائل غير مالية. تخضع هذه الانتقالات إلى الدوري للوائح انتقالات الاتحاد الدولي لكرة القدم (فيفا). بمجرد انضمام اللاعبات الدوليات إلى الدوري، قد تخضع لقواعد مختلفة للانتقالات المحلية ضمن الدوري.[2](ص.55–56)

  1. ↑  تبلغ الرسوم المبلغة 300 ألف يورو، كما هو مذكور أعلاه، مع العلم أن الشرط الجزائي للاعب يبلغ 200 ألف يورو.
6. ↑  في انتقالات اللاعبات بين الدوري الوطني لكرة القدم النسائية والدوريات الأخرى، يُجري الدوري، بصفته كيانًا واحدًا، المعاملات ويدفع أو يستلم أي رسوم، بدلًا من أن تُجري الأندية الأعضاء الصفقة مباشرةً. تُموّل أندية الدوري هذه المعاملات بشراء أرصدة مالية مخصصة من الدوري، والتي يمكن تداولها بين أندية الدوري أو الحصول عليها منه بوسائل غير مالية. تخضع هذه الانتقالات إلى الدوري للوائح انتقالات الاتحاد الدولي لكرة القدم (فيفا). بمجرد انضمام اللاعبات الدوليات إلى الدوري، قد تخضع لقواعد مختلفة للانتقالات المحلية ضمن الدوري.[2](ص.55–56)

  1. 1 2 3  كان انتقال كامبيروس هو خامس أعلى انتقال في عام 2023، خلف جيسي في المركز الرابع.[44]
  2. 1 2  وضعت بعض التقارير الاستباقية رسوم هاردير عند 350 ألف يورو؛[46] وقد تم تسجيل الرقم الرسمي لتوقيعها بمبلغ 250 ألف جنيه إسترليني.[47]
7. ↑  في انتقالات اللاعبات بين الدوري الوطني لكرة القدم النسائية والدوريات الأخرى، يُجري الدوري، بصفته كيانًا واحدًا، المعاملات ويدفع أو يستلم أي رسوم، بدلًا من أن تُجري الأندية الأعضاء الصفقة مباشرةً. تُموّل أندية الدوري هذه المعاملات بشراء أرصدة مالية مخصصة من الدوري، والتي يمكن تداولها بين أندية الدوري أو الحصول عليها منه بوسائل غير مالية. تخضع هذه الانتقالات إلى الدوري للوائح انتقالات الاتحاد الدولي لكرة القدم (فيفا). بمجرد انضمام اللاعبات الدوليات إلى الدوري، قد تخضع لقواعد مختلفة للانتقالات المحلية ضمن الدوري.[2](ص.55–56)

  1. ↑  تم تصنيفها على أنها أغلى صفقة في الدوري الوطني لكرة القدم للسيدات.
  2. ↑  الرسوم كانت عبارة عن شرط إطلاق سراح اللاعبة
  3. ↑  275 ألف دولار مع مكافأة 25 ألف دولار لتسجيل 20 هدفًا، ورسوم بيع بنسبة 5%.[56]
  4. ↑  بما في ذلك المكافآت. كانت الرسوم الأولية حوالي 70 ألف جنيه إسترليني.[58]
  5. 1 2  الرسوم المبلغ عنها. لم تُدرج سفافا ضمن أفضل 5 انتقالات دولية للسيدات 2022 من قِبل الاتحاد الدولي لكرة القدم (فيفا)؛[62] لا يمكن أن تكون قيمة التحويل أعلى من قيمة جاكي جرونين (المبلغ المذكور هو 150 ألف يورو).
8. ↑  في انتقالات اللاعبات بين الدوري الوطني لكرة القدم النسائية والدوريات الأخرى، يُجري الدوري، بصفته كيانًا واحدًا، المعاملات ويدفع أو يستلم أي رسوم، بدلًا من أن تُجري الأندية الأعضاء الصفقة مباشرةً. تُموّل أندية الدوري هذه المعاملات بشراء أرصدة مالية مخصصة من الدوري، والتي يمكن تداولها بين أندية الدوري أو الحصول عليها منه بوسائل غير مالية. تخضع هذه الانتقالات إلى الدوري للوائح انتقالات الاتحاد الدولي لكرة القدم (فيفا). بمجرد انضمام اللاعبات الدوليات إلى الدوري، قد تخضع لقواعد مختلفة للانتقالات المحلية ضمن الدوري.[2](ص.55–56)

  1. ↑  كانت الرسوم هي شرط الإفراج عن اللاعبة.[63]
  2. 1 2 3  أفاد الاتحاد الدولي لكرة القدم (فيفا) أن انتقال تيموا تشاوينجا إلى ووهان في يناير كان ثاني أغلى صفقة في عام 2020، خلف بيرنيل هاردير وأمام باربرا باندا.[65] وأشار موقع جول إلى أن تيموا تشاوينجا كان اللاعب الأغلى في العالم قبل هاردر.[66] بلغت الرسوم المجمعة لتيموا تشاوينجا وباندا حوالي 300،000 دولار.[67][68]
  3. ↑  وبحسب ما ورد، فإن صفقة بلاكستاد كانت رقمًا قياسيًا جديدًا في الانتقالات النرويجية، وكانت واحدة من أكبر خمس انتقالات دولية في عام 2022، مماثلة أو أكبر من رسوم جاكي جرونين المبلغ عنها.
  4. ↑  كانت صفقة فاولر واحدة من أكبر خمس انتقالات دولية في عام 2022، وهي مماثلة أو أكبر من الرسوم المبلغ عنها لجاكي جرونين.[62]
  5. ↑  كانت صفقة تاينارا واحدة من أكبر خمس انتقالات دولية في عام 2022، وهي مماثلة أو أكبر من الرسوم المبلغ عنها لجاكي جرونين.
  6. 1 2  تم الإبلاغ عن ذلك بـ "حوالي 160 ألف دولار"، دون احتساب المكافآت الإضافية.
  7. 1 2  بما في ذلك المكافآت غير المحددة.[72]
9. ↑  في انتقالات اللاعبات بين الدوري الوطني لكرة القدم النسائية والدوريات الأخرى، يُجري الدوري، بصفته كيانًا واحدًا، المعاملات ويدفع أو يستلم أي رسوم، بدلًا من أن تُجري الأندية الأعضاء الصفقة مباشرةً. تُموّل أندية الدوري هذه المعاملات بشراء أرصدة مالية مخصصة من الدوري، والتي يمكن تداولها بين أندية الدوري أو الحصول عليها منه بوسائل غير مالية. تخضع هذه الانتقالات إلى الدوري للوائح انتقالات الاتحاد الدولي لكرة القدم (فيفا). بمجرد انضمام اللاعبات الدوليات إلى الدوري، قد تخضع لقواعد مختلفة للانتقالات المحلية ضمن الدوري.[2](ص.55–56)

  1. 1 2  وذكرت التقارير المعاصرة أن باندا قامj بهذه الخطوة باعتبارها لاعب حر؛[75][76] وأدرجها تقرير الاتحاد الدولي لكرة القدم (فيفا) في المركز الثالث من حيث أغلى صفقة انتقال في عام 2020 خلف هاردير وتيموا تشاوينجا.[65] بلغت الرسوم المجمعة لتيموا تشاوينجا وباندا حوالي 300،000 دولار[67][68] وفي عام 2023، نسب تقرير بالخطأ مبلغ 300 ألف دولار إلى انتقال باندا وحده.[77] 
  2. ↑  1.5 مليون كرونة سويدية، وهو رسم قياسي شارك فيه فريق سويدي للسيدات في ذلك الوقت
  3. 1 2  تم الإبلاغ مسبقًا عن أن الرسوم "تتجاوز 100 ألف جنيه إسترليني"،[79] وقال وكيل بيورن عندما تم الإعلان عن التوقيع أن تشيلسي هو الفريق الوحيد الذي يلبي المطالب المالية لإيفرتون،[80] والتي تم تحديدها بمبلغ "125 ألف جنيه إسترليني (145 ألف يورو)".[81]
  4. ↑  تم دفع رسوم تحويل مكونة من ستة أرقام بالجنيه الإسترليني، بالإضافة إلى المكافآت. يُقال إنها أعلى رسوم نقل معروفة بين فريقين من الدوري الإنجليزي الممتاز للسيدات، باستثناء المكافآت.[83]
  5. ↑  1 مليون كرونة نروجية
  6. 1 2  على الرغم من أن النادي البائع وصف عملية النقل بأنها رسوم غير معلنة،[85] وضع تقرير انتقالات الاتحاد الدولي لكرة القدم (فيفا) روورد في المرتبة الثانية من حيث أعلى قيمة انتقال في عام 2021، متجاوزًا المبلغ الذي تم الإبلاغ عنه وهو 100 ألف يورو الذي انتقل به إيجورولا إلى ليون (في المركز الرابع) وأقل من بينيسون إلى إيفرتون في المركز الأول.[86][87]
10. ↑  في انتقالات اللاعبات بين الدوري الوطني لكرة القدم النسائية والدوريات الأخرى، يُجري الدوري، بصفته كيانًا واحدًا، المعاملات ويدفع أو يستلم أي رسوم، بدلًا من أن تُجري الأندية الأعضاء الصفقة مباشرةً. تُموّل أندية الدوري هذه المعاملات بشراء أرصدة مالية مخصصة من الدوري، والتي يمكن تداولها بين أندية الدوري أو الحصول عليها منه بوسائل غير مالية. تخضع هذه الانتقالات إلى الدوري للوائح انتقالات الاتحاد الدولي لكرة القدم (فيفا). بمجرد انضمام اللاعبات الدوليات إلى الدوري، قد تخضع لقواعد مختلفة للانتقالات المحلية ضمن الدوري.[2](ص.55–56)

1. ↑  على الرغم من عدم الإفصاح عن إجمالي الرسوم، لم تُعلن أي تقارير عن أي انتقالات مدفوعة أخرى للاعب من أوقيانوسيا. تُدفع الرسوم من أموال التخصيص.
2. ↑  ذكرت بي بي سي سبورت في ذلك الوقت أن رسوم انتقال دومينغيز كانت "10 أضعاف الرقم القياسي الإسباني السابق للاعب".[54] وذكرت صحيفة "إل موندو" أن صفقة انتقال لاعبين كبيرة آنذاك من توريخون إلى ليفانتي في عام 2001 مقابل 3000 يورو (500000 نقطة)؛[96] كان مايدر كاستيلو ومار برييتو هن اللاعبتان اللتان قامتا بهذه الخطوة،[97][98] مع كاستيلو، اللاعبة التي كان ليفانتي مهتمًا بها.[99] عندما انضم ماريا بيلار ليون إلى نادي برشلونة للسيدات في عام 2017، تم الإبلاغ عن ذلك كأول انتقال مدفوع الأجر بين الأندية الإسبانية.[100]
3. ↑  3000 يورو بسعر الصرف 0.6242 في 3 سبتمبر 2001.[96][97][98][99]
4. ↑  ولهذه الأسباب، يتم إدراجها بشكل منفصل.
5. ↑  300 ألف دولار من أموال الانتقالات داخل الدوري و200 ألف دولار من أموال التخصيص
6. ↑  300 دولار أمريكي مخصصات مالية؛ و150 ألف دولار أمريكي مخصصات انتقالات داخل الدوري
7. ↑  200 ألف دولار من أموال التخصيص، مع 50 ألف دولار إضافية مشروطة بمستقبل دان في دوري كرة القدم النسائية الوطني[138]
8. ↑  كان الأصل النقدي هو أموال التخصيص البديلة، مما سمح للنادي باستخدام أموال التخصيص التي تفوق سقف الموسم للدوري. كانت هذه أول صفقة تتضمن أموال التخصيص البديلة.
9. ↑  100 ألف دولار مستحقة الدفع في وقت التجارة في أغسطس 2020، و100 ألف دولار إضافية مستحقة الدفع عندما أعادت لافيل الانضمام إلى الدوري الوطني لكرة القدم للسيدات من مانشستر سيتي، وهو ما فعلته في مايو 2021.
10. ↑  150 ألف دولار من أموال التخصيص 2022، و25 ألف دولار من أموال التخصيص 2023، و15 ألف دولار في ظروف تعتمد على الأداء.
11. ↑  150 ألف دولار من أموال التخصيص، و25 ألف دولار من أموال التخصيص الإضافية مشروطة بتحقيق كايزر لأهداف الأداء مع التيار.[153]
12. ↑  100 ألف دولار من أموال التخصيص، و50 ألف دولار من أموال التخصيص الإضافية إذا بقي ساوربرون في فريق ثورنز في عام 2021.
13. ↑  120 ألف دولار من أموال التخصيص، و10 آلاف دولار من أموال التخصيص الإضافية لكل مباراة ما بعد الموسم التي يلعبها ديداسكو مع هيوستن، حتى يصل المجموع إلى 150 ألف دولار.
14. ↑  شهدت صفقة ثلاثية الفرق حصول باي إف سي على إيلي جين من غوثام و130 ألف دولار من راسينغ لويفيل، مقابل منح غوثام حصانة من مشروع توسيع الدوري الوطني لكرة القدم للسيدات 2024؛ تم استخدام الأموال من راسينغ لويفيل لتسهيل التجارة بين باي إف سي وغوثام وراسينغ لويفيل (التي كانت تتمتع بالفعل بحماية مشروع التوسع من باي إف سي).[165] حصلت على اختيارات غوثام في الجولة الثانية (28 إجمالاً) والجولة الثالثة (42 إجمالاً) من درافت الدوري الوطني لكرة القدم للسيدات 2024 في المقابل.[166] استحوذ فريق راسينغ لويزفيل لاحقًا على جان في صفقة مختلفة.[167]
15. ↑  40 ألف دولار من أموال التخصيص، و75 ألف دولار من أموال الانتقالات داخل الدوري
16. ↑  كانت هذه الصفقة شرطًا أساسيًا لإتمام الدوري الوطني لكرة القدم للسيدات عملية نقل لورين من مدريد سي إف إف[الإنجليزية].[178]
17. ↑  70 ألف دولار من أموال التخصيص و30 ألف دولار "رسوم انتقال داخل الدوري"
18. ↑  50 ألف دولار من أموال التخصيص و50 ألف دولار من أموال التحويل